# Лютеранская церковь (Шамкир)
Лютеранская церковь в Шамкире — кирха, построенная в немецкой колонии Анненфельд (старое название города Шамкир) в 1909 году.

## История
В 1817 году на территорию Российской империи с разрешения императора Александра I прибыло несколько сотен выходцев из Швабии, лютеран-пиетистов по вероисповеданию. Ими в Закавказье было основано несколько колоний, в том числе и Анненфельд. В 1909 году община построила для своих нужд здание в неоготическом стиле. Церковь действовала вплоть до депортации закавказских немцев в 1941 году. После этого, здание сперва использовалось как дом культуры, а затем, с 1980-х годов как краеведческий музей. В 1990-е годы, из-за отмены запланированного ремонта, здание пришло в аварийное состояние. В 2011—2012 годах в здании были проведены реставрационные работы, внутри был установлен орган, воссозданный по сохранившимся чертежам.